# 韩国快运航空
韩国快运航空（韓語：코리아 익스프레스 에어）是一家已解散的支线飞机航空公司，基地位于韩国江原道襄陽郡巽陽面。其枢纽机场是襄阳国际机场。

## 歷史
- 2005年：韓瑞宇宙航空成立。
- 2009年：韓瑞宇宙航空更名為現今名稱「韓國快運航空」。
  - 7月27日～8月30日：大邱至對馬包機航班飛航。
  - 8月15日～9月13日：首爾金浦至襄陽，釜山至襄陽航班運行開始。
  - 9月5日：釜山至對馬航線開辦。
  - 10月5日：首爾金浦至對馬航線開辦。
- 2010年
  - 6月1日：首爾金浦至襄陽航線停辦。
  - 7月1日：首爾金浦至襄陽航線復辦。
  - 8月1日：國內航線停辦。
- 2011年10月11日～11月10日：運行泗川至濟州航線不定期航班。
- 2012年
  - 5月3日：開辦襄陽至首爾金浦、釜山及光州航線。
  - 9月25日：襄陽至首爾金浦航線停飛，襄陽至釜山航線增班。
- 2015年
  - 2月28日：襄陽至釜山，襄陽至光州航線無限期停飛。
- 2016年
  - 1月19日：襄陽至釜山航線開辦。
  - 2月4日：襄陽至釜山航線復辦。
  - 5月4日：襄陽至濟州航線開辦。
  - 12月1日：襄陽至北九州航線開辦。
- 2017年
  - 9月30日：務安至鳥取航線開辦。
  - 10月13日：務安至北九州航線開辦。
- 2019年
  - 12月31日：停辦所有航線。
- 2020年
  - 5月28日：正式解散。

## 航點與目的地
| 國家 | 城市   | 機場         | IATA | ICAO | 備註     |
| ---- | ------ | ------------ | ---- | ---- | -------- |
|      | 襄陽   | 襄陽國際機場 | YNY  | RKNY | 樞紐機場 |
|      | 務安   | 務安國際機場 | MWX  | RKJB |          |
|      | 釜山   | 金海國際機場 | PUS  | RKPK |          |
|      | 濟州   | 濟州國際機場 | CJU  | RKPC |          |
| 日本 | 北九州 | 北九州機場   | KKJ  | RJFR |          |
| 日本 | 鳥取   | 鳥取機場     | TTJ  | RJOR |          |

## 機隊
截至2017年8月，韓國快運航空機隊平均機齡1.5年，擁有以下飛機：
| 機型                   | 數量 | 訂購 | 座位數 | 備註 |
| ---------------------- | ---- | ---- | ------ | ---- |
| 巴西航空工業ERJ-145/ER | 2    | 4    | 50     |      |

## 外部連結
- 韓國快運航空 （页面存档备份，存于）官方網站